# Зеґартовиці (Куявсько-Поморське воєводство)
Зеґартовиці (пол. Zegartowice, нім. Segartowitz) — село в Польщі, у гміні Папово-Біскупи Хелмінського повіту Куявсько-Поморського воєводства.
Населення — 492 особи (2011).
У 1975-1998 роках село належало до Торунського воєводства.

## Демографія
Демографічна структура станом на 31 березня 2011 року:
|          | Загалом | Допрацездатний вік | Працездатний вік | Постпрацездатний вік |
| -------- | ------- | ------------------ | ---------------- | -------------------- |
| Чоловіки | 224     | 55                 | 148              | 21                   |
| Жінки    | 268     | 50                 | 157              | 61                   |
| Разом    | 492     | 105                | 305              | 82                   |